# Искреност
Искреността е добродетелта на този, който общува и действа в съответствие със своите чувства, убеждения, мисли и желания.

## Етимология
В старобългарския думата искрьнъ е означавала физическа близост, като претърпява семантична промяна към душевна такава.
Оксфордският речник на английския език и повечето учени посочват, че думата произлиза от лат. sincerus, което означава чист, непорочен. Sincerus може да означава „един растеж“ (който не е смесен), от sin (един) и crescere (да расте). Crescere е сродно и с Ceres (Церера – богинята на зърното), както и с cereal (зърнени култури).
Според Речника на американското наследство на английския език, латинската дума sincerus се извлича от индоевропейски корен sm̥kēros, получен на свой ред от нулева степен на sem (един) и суфикс, удължен е-клас на kep (растат), генерирайки основния смисъл на един растеж, следователно чист, несмесен.

### Полемика
Друга версия за произхода на думата е от лат. sine (без) и cera (восък). Според едно популярно обяснение, непочтените скулптори в Рим или Гърция покриват недостатъци в работата си с восък, за да заблудят зрителя. Ето защо, скулптура „без восък“ би означавало, честност, искреност в своето съвършенство.

## В западните общества
Първо обсъждана от Аристотел в неговата Никомахова етика, искреността се появява отново, за да се превърне в идеал (добродетел) в Европа и Северна Америка през XVII век, а придобива значителен импулс по време на Романтизма, когато за първи път е чествана като художествен и социален идеал. В средата до края на XIX век, в Америка искреността е идея, отразена в маниерите, прическите, женските рокли и литературата на времето.
Искреността е под атака от няколко съвременни разработки, като например психоанализата и постмодерни тенденции като деконструкция. Някои учени разглеждат искреността повече като конструкция, отколкото като морална добродетел, въпреки че всяка добродетел може да се тълкува като „обикновена конструкция“ вместо действително явление. Тъй като познаването на себе си винаги е субективно, философът Хари Франкфурт твърди, че „самата искреност е глупости“ („sincerity itself is bullshit“).

### Аристотелов възглед
Според Аристотел честността, или искреността, е желаното средно значение между недостига на ирония или лично осъждания излишък на самохвалство.

## В Конфуцианските общества
Отвъд Западната култура искреността е специално разработена като добродетел в конфуцианските общества (Китай, Корея и Япония). Концепцията на Cheng (誠,诚), като изложение на двама от конфуцианските класици – на Da Xue и Zhong Yong, обикновено се превежда като искреност. Както на Запад, терминът предполага съгласуваност на признанието и вътрешното чувство, но вътрешно чувство на свой ред е идеално отзивчиво към ритуалното благоприличие и социалната йерархия. По-конкретно, конфуцианското „Аналекти“ изразява следното изявление в Глава I: „Дръж верността и искреността като първите принципи. Тогава няма да имаш приятели, които да не бъдат като теб (всички приятели биха били лоялни, като теб самия). Ако направите грешка, не се страхувайте да я поправите.“
По този начин, дори и днес, мощен лидер ще хвали лидери на други сфери, като „искрени“ до степен, че те знаят мястото си в смисъла на изпълнение на роля в драмата на живота. На японски характера ченг (chéng) може да се произнесе макото (makoto) и носи още по-силно чувство за лоялно признание и вяра.